# Galyaság
A Galyaság Magyarország egyik néprajzi kistája Borsod-Abaúj-Zemplén vármegye északnyugati részén. Szűkebb értelemben úgynevezett központi részével azonosítják, tágabb értelemben hozzá sorolják a központi rész északi és déli mellékét is.

## Központi része
Szűkebb értelemben mindössze öt faluból áll. Ezek közül három:
- Égerszög,
- Teresztenye és
- Szőlősardó

az Aggteleki-karszt és a Rudabányai hegység között elnyúló Rét-patak völgyében épült, kettő:
- Tornakápolna és
- Varbóc

pedig az attól északra magasodó dombok között.

## Északi melléke
- Perkupa (ide értve Dobódélt is)
- Szögliget és Derenk
- Szin
- Szinpetri
- Jósvafő
- Aggtelek

## Déli melléke
- Imola
- Kánó
- Alsótelekes
- Felsőtelekes